# Valência (província)
Valência (em valenciano: València) é uma província de Espanha no este da Espanha, no extremo da comunidade autónoma homónima. A sua capital é Valência.
Dos cerca de 2 400 000 habitantes, aproximadamente 30% vivem na capital, que é também a capital da Comunidade Valenciana. A província subdivide-se administrativamente em 265 municípios.
A esta província correspondem 16 lugares no Congresso dos Deputados e 36 nas Corts Valencianes.

## Divisão em comarcas
A província está subdividida nas seguintes comarcas:
- Camp de Morvedre
- Camp de Túria
- Canal de Navarrés
- La Costera
- Hoya de Buñol
- Horta Norte
- Horta Oeste
- Horta Sul
- Requena-Utiel
- Rincón de Ademuz
- Ribera Alta
- Ribera Baixa
- Safor
- Los Serranos
- Valência